# Brezovljani (Srbac)
Brezovljani (szerbül: Брезовљани), település Bosznia-Hercegovinában, Srbac községben, Bosanska krajina területén, a Szerb Köztársaságban. 

## Fekvése
Bosznia-Hercegovina északi részén, Banja Lukától légvonalban 38, közúton 50 km-re északkeletre, községközpontjától légvonalban 6, közúton 8 km-re délre, a Povelić és a Prnjavica folyók között, 102-150 méteres tengerszint feletti magasságban található. 

## Népessége
| Nemzetiségi csoport | Népesség 1991 | Népesség 2013 |
| ------------------- | ------------- | ------------- |
| Szerb               | 279           | 250           |
| Bosnyák             | 0             | 1             |
| Horvát              | 2             | 1             |
| Jugoszláv           | 1             | 0             |
| Egyéb               | 10            | 20            |
| Összesen            | 292           | 272           |

## Története
A korabeli források szerint ez a vidék a 10. és 11. században Horvátország részét képezte, majd a 12. század elején vele együtt a Magyar Királyság része lett. A török hódításokig Orbász megyét a Magyar Királyság részét képező a Szlavón Bánság részeként emlegették. 1463/1464-ben ez a terület az újonnan létrehozott Jajcai Bánság része lett, amelyet I. Mátyás magyar király alapított. Ez a helyzet egészen addig tartott, amíg a bánság északi részei 1535/36-ban oszmán uralom alá nem kerültek, amikor Huszrev bég elfoglalta Kobaš és Levač várait, és átkelt Szlavóniába seregével. Ekkor ez a terület a Kobaši kádiluk, a Banja Luka-i vijalet és a Boszniai Szandzsák része lett. Később a kadiluk székhelyét Kobašból Banja Lukába helyezték át, Kobaš pedig az alsóbb közigazgatási egységek (kapitányság, megye, járás) székhelye volt. Levač vára a Lifče (Lijevče) zsupánia volt, és mivel később nem említik, a feltételezések szerint a török hódítások során elpusztult, és soha nem építették újjá. A török hadsereg veresége és Boszniába való kivonulása után 1699-ben húzták meg először az államhatárt a Száva folyó mentén. Ám az 1716-1718-as háborúkban Törökország elvesztette a Száva folyótól délre eső terület egy részét, így Trstenci, Kobaš, Kaoci, Bosanski Svinjar, és a mai Bajinci Ausztriához, Lepenica, Brezovljani, Nožičko, Lilić pedig Törökországhoz került.
A település 1878-ig tartozott az Oszmán Birodalomhoz, ekkor a berlini kongresszus határozata alapján az Osztrák-Magyar Monarchia része lett. 1879-ben az első osztrák-magyar népszámlálás során a Berbiri járáshoz tartozó településnek 25 háztartása és 138 ortodox lakosa volt. 1910-ben a Banja Luka-i járáshoz tartozó településen 56 háztartást, 263 ortodox, 7 római katolikus és 5 görög katolikus lakost találtak. A monarchia szétesésével 1918-ban előbb a Szerb-Horvát-Szlovén Királyság, majd 1929-től a Jugoszláv Királyság része. 1921-ben a községnek 64 háztartása és 276 lakosa volt. Az 1929-es törvény értelmében, amikor Bosznia-Hercegovinát négy banovinára, Drinskára, Vrbaskára, Zetskára és Primorskára osztották, a település a Vrbaska banovina része lett, amelynek székhelye Banja Luka volt Jugoszlávia megszállása után a Független Horvát Állam (NDH) része lett. A második világháború után a település a szocialista Jugoszláviához tartozott. A daytoni békeszerződést követő területfelosztásnál Srbac község részeként a Szerb Köztársaság területéhez került.